# Konstancije Gal

Flavius Constantius Gallus (* 325. u Massa; † 354. (smaknut) u Flanona, Istra) od 351. do svoga svrgnuća 354. cezar, car nasljednik svoga rođaka cara Konstancija II.